# Program on International Policy Attitudes
Pour les articles homonymes, voir Pipa.
Le Program on International Policy Attitudes (PIPA) est une organisation qui fait des recherches sur la perception de la politique internationale par l’opinion publique. Il est dirigé conjointement par le Centre des attitudes politiques et le Centre des études internationales et de la sécurité du Maryland, à l’école des affaires publiques de l’université du Maryland à College Park.
Le PIPA a enquêté sur des sujets tels que la perception publiques des États-Unis et des organisations internationales (OTAN, ONU, FMI)  Il gère le site web Americans and the World, qui a été décrit comme « la source d’information la plus complète de l’opinion publique sur les sujets internationaux aux États-Unis ». [réf. nécessaire]
En janvier 2006, PIPA a lancé WorldPublicOpinion.org, un site web à visée exhaustive consacré à l’opinion publique à travers le monde sur la  politique et les affaires internationales. Le programme déclaré : « Alors que les autres montrent ce que fait le monde, nous montrons ce que pense le monde. » [réf. nécessaire]

## Source
- (en) Cet article est partiellement ou en totalité issu de l’article de Wikipédia en anglais intitulé « Program on International Policy Attitudes » (voir la liste des auteurs).